# Mineola (Teksas)
Mineola je grad u američkoj saveznoj državi Teksas. Prema popisu stanovništva iz 2010. u njemu je živjelo 4.515 stanovnika.